# Neocraspedothrix nova
Neocraspedothrix nova är en tvåvingeart som beskrevs av Townsend 1927. Neocraspedothrix nova ingår i släktet Neocraspedothrix och familjen parasitflugor.
Artens utbredningsområde är Peru. Inga underarter finns listade i Catalogue of Life.